# نواه غرابر
نواه غرابر (بالألمانية: Noah Graber) هو لاعب كرة قدم سويسري وليختنشتاني، ولد في 3 مايو 2001 في فادوتس في ليختنشتاين.

## وصلات خارجية
- نواه غرابر على موقع الاتحاد الأوربي (الإنجليزية)
- نواه غرابر على موقع قاعدة بيانات كرة القدم.إي يو (الإنجليزية)
- نواه غرابر على موقع ناشيونال فوتبول تيمز (الإنجليزية)
- نواه غرابر على موقع Soccerbase.com (لاعب) (الإنجليزية)
- نواه غرابر على موقع Soccerway.com (الإنجليزية)
- نواه غرابر على موقع عالم كرة القدم.نت (الإنجليزية)